# سرطان رخامي
سرطان الصخر الرخامي أو السرطان الرخامي (الاسم العلمي: Pachygrapsus marmoratus) (بالإنجليزية: marbled rock crab / marbled crab)‏ هو فصيلة من السرطانات التي تعيش في المناطق المدية من الساحل إلى عمق 67.14 متر. و يتواجد في البحر الأسود أو البحر الأبيض المتوسط و بعض الأجزاء من المحيط الأطلسي, لون السرطان الرخامي بنفسجي بني داكن مع ترخيم أصفر وطول جسمه 36 مليمتر أو 1,6 إنشا ولديه درع مستطيل تقريبا وله أسنان مفصولة (غير متماسة) في هوامشه الجانبية . و هو حيوان كالش يتغذى على الطحالب وعدة كائنات كالرخويات والبطلينوس.